# Serincia
Serincia este un gen de insecte lepidoptere din familia Arctiidae.

Cladograma conform Catalogue of Life:
| Serincia | \| \| Serincia lineata \| \| \| \| \| \| Serincia metallica \| \| \| \| |
|          | \| \| Serincia lineata \| \| \| \| \| \| Serincia metallica \| \| \| \| |
|          | Serincia lineata                                                        |
|          |                                                                         |
|          | Serincia metallica                                                      |
|          |                                                                         |